# バニョーロ・メッラ
バニョーロ・メッラ（伊: Bagnolo Mella）は、イタリア共和国ロンバルディア州ブレシア県にある、人口約12,000人の基礎自治体（コムーネ）。

## 地理

### 位置・広がり

#### 隣接コムーネ
隣接するコムーネは以下の通り。
- カプリアーノ・デル・コッレ
- デッロ
- ゲーディ
- レーノ
- マネルビオ
- モンティローネ
- オッフラーガ
- ポンカラーレ

### 地震分類
イタリアの地震リスク階級 (it) では、3 に分類される
。

## 姉妹都市
- ブリー＝コント＝ロベール（英語版）、フランス
- シュタットベルゲン、ドイツ

## 出身の著名人物
- エウジェニオ・コリーニ - サッカー選手